# Реки на Украине
Реки Украины — совокупность природных водотоков на территории Украины, которых насчитывается более 63 тыс. В разные периоды (с 1950-х гг.) число рек на территории государства, которое приводилось в разных источниках, значительно различалось.

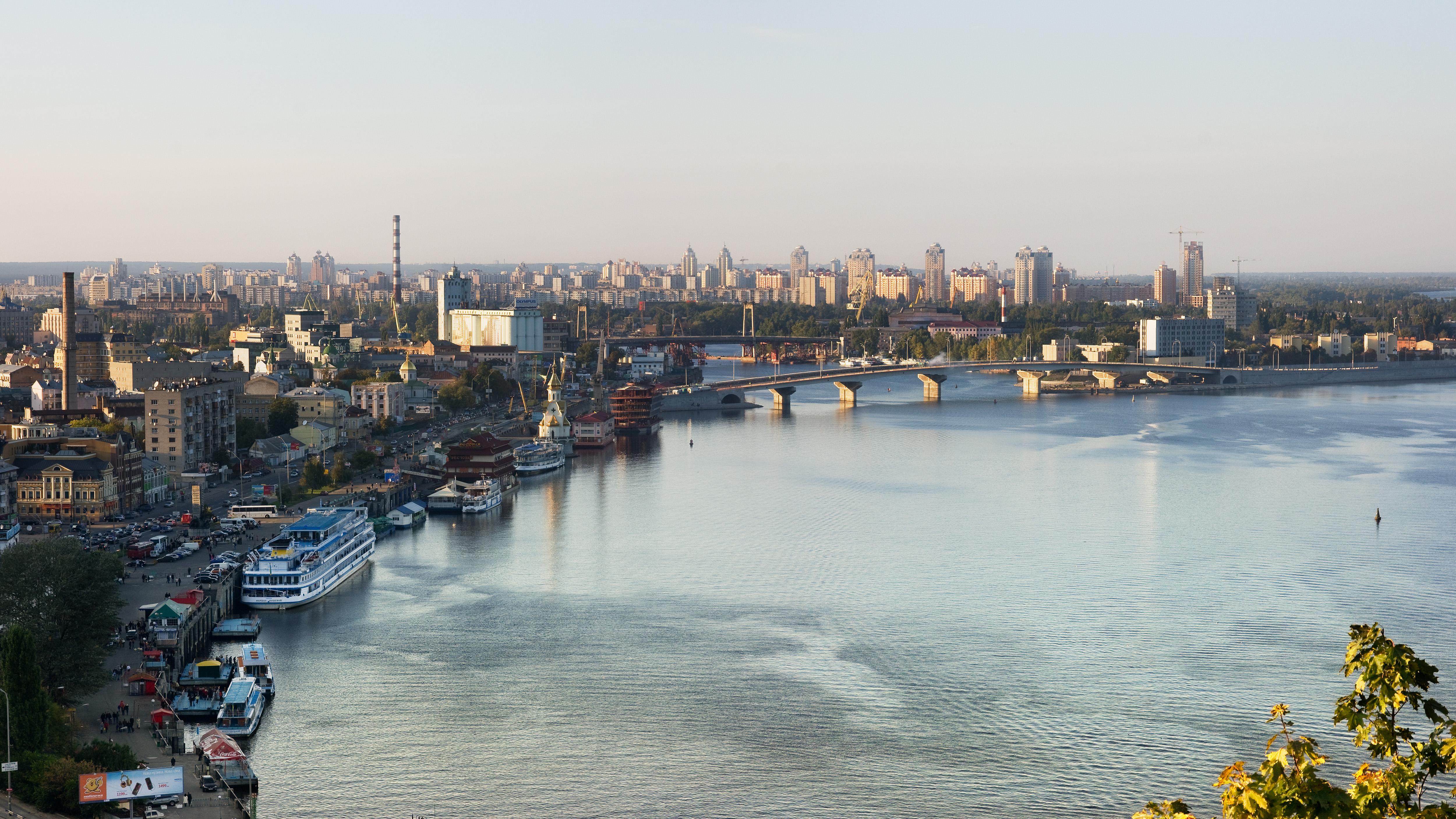
Днепр в Киеве.

## История исследований
История исследования рек Украины в разное время велась в следующих основных направлениях:
- Изучение процессов формирования стока рек (наибольшего, наименьшего, среднего), поиски расчетных зависимостей, с помощью которых прогнозировались параметры стока воды больших и малых рек (Е. Оппоков, М. Пузыревский, А. Огиевский, М. Максимович, В. Назаров, Д. Соколовский, И. Железняк, А. Железняк, А. Железняк, Лохтин, Г. Швец, В. Манукало, К. Лысенко, Л. Онуфриенко, И. Волошин, П. Лютик, А. Гушля, О. Иваненко, Н. Лаликин, Я. Мольчак, М. Соседко, Е. Гопченко, В. Вишневский, Н. Лобода и др.);
- Гидрологическое, гидролого-географическое и водохозяйственно-экологическое районирование (И. Железняк, Г. Швец, Л. Будкина, Л. Козинцева, К. Лысенко, В. Гребень, С. Дубняк, В. Хильчевский, М. Ромась, А. Яцык, М. Бабич);
- Изучение стока наносов рек (Н. Дрозд, Г. Швебс, С. Антонова, С. Горецкая, Н. Бобровицкая, О. Молдаванов, И. Назаров, К. Зубкова, С. Кочубей, И. Ковальчук, М. Проскурняк, В. Гребень, В. Вишневский, О. Пилип);
- Гидрохимические исследования рек: химический состав речных вод Украины, гидрохимический режим, оценка изменений состава и качества воды (О. Алмазов, Л. Горев, О. Денисова, Л. Журавлева, Д. Закревский, Н. Осадча, В. Осадчий, В. Пелешенко, М. Ромась);
- Типизация рек по гидрографическим, гидрометрическим, структурным и гидрологическим характеристикам (М. Дрозд, Г. Швец, М. Каганер. М. Айзенберг, С. Левченко, А. Яцык, Л. Бышовец, И. Ковальчук, В. Вишневский, Б. Киндюк, Ю. Ющенко, Л. Дубис);
- Изучение экстремальных гидрологических процессов в горных районах (Г. Швец, М. Айзенберг, А. Олиферов, К. Логвинов, О. Раевский, М. Ромащенко, Д. Савчук, И. Ковальчук, М. Кирилюк, С. Перекрест, С. Кочубей, А. Г. Печковская);
- Исследование влияния мелиоративных работ на сток рек и их функционирование (И. Запольский, М. Зузанский, С. Угловой, Г. Кубышкин, Я. Мольчак, Б. Козловский);
- Исследование гидроэнергетического потенциала малых и верхних рек Украины (Л. Хлебоченко, В. Романенко, Г. Рудько, Л. Консевич, М. Сиротюк, И. Ковальчук, М. Крисенков, Ю. Варецкий, М. Кирилюк, М. Цепенда и др.);
- Оценка влияния деятельности человека на сток воды и наносов, состояние и функционирование малых рек, развитие в них деградационных процессов (А. Яцик, О. Петрик, О. Ревера, С. Кочубей, В. Перекрест, Б. Стрелец, С. Русинов, И. Ковальчук, В. Вишневский, Я. Моч, Н. Лобода, Л. Дубис, Я. Хомин, Л. Курганевич, А. Михнович, Т. Павловская, А. Филиппович);
- Типизация русел и русловых процессов (М. Бухин, В. Базилевич, О. Кафтан, В. Онищук, О. Ободовский, Ю. Ющенко, И. Ковальчук, В. Явкин, Л. Дубис);
- Оценка гидроэкологического состояния рек и водохранилищ (В. Романенко, А. Яцик, В. Полищук, В. Шевчук, Н. Закорчевна, В. Жученко и др.);
- Изучение интенсивности горизонтальных и вертикальных деформаций русел рек (О. Кафтан, В. Онищук, И. Ковальчук, О. Ободовский, А. Михнович, В. Явкин, М. Цепенда, О. Филиппович и др.), развития склоновых эрозионно-аккумулятивных процессов (Г. , М. Куценко, С. Костриков, С. Будник и др.);
- Исследование водноресурсных, воднобалансовых и водохозяйственных проблем (А. Алмазов, В. Романенко, В. Тимченко, А. Яцик, М. Ромась , В. Вишневский, В. Шевчук, А. Денисова, О. Оксиюк, М. Кирилюк, Б. Стрелец, М. Галущенко, А. Галущенко);
- Мониторинг гидрологических и гидроэкологических процессов и состояния рек, экологическое нормирование (В. Самойленко, К. Мовчан, В. Савицкий, В. Пелешенко , В. Хильчевский, В. Манукало, О. Ободовский, И. Ковальчук, Д. Клебанов, В. Жукинский, С. Снежко);
- Изучение селей и селеносных рек (Д. Соколовский, М. Айзенберг, Л. Онуфриенко, А. Олиферов, К. Логвинов, А. Раевский, М. Каганер, Б. Иванов, Б. Гольдин, В. Перекрест, С. Кочубей, О. Печковская, Р. Сливковский);
- Оценка влияния карста на сток рек, формирование речных долин (Б. Иванов, В. Дублянский, О. Кучерук, Л. Кудрин, С. Кореневский, И. Королюк, М. Зубащенко, Н. Дрозд, М. Лалыкин, Я. Мольчак, И. Волошин, В. Андрейчук);
- Изучение водохранилищ, озерных и морских объектов (Л. Ильин, Ю. Шуйский, Ю. Соколов, М. Волощук, С. Бойченко, В. Тимченко и др.);
- Водохозяйственно-экологические исследования (А. Яцик, В. Самойленко, В. Перекрест, К. Алиев, В. Вишневский, О. Фильчагов, В. Полищук, Н. Закорчевна и др.).

## Общая характеристика

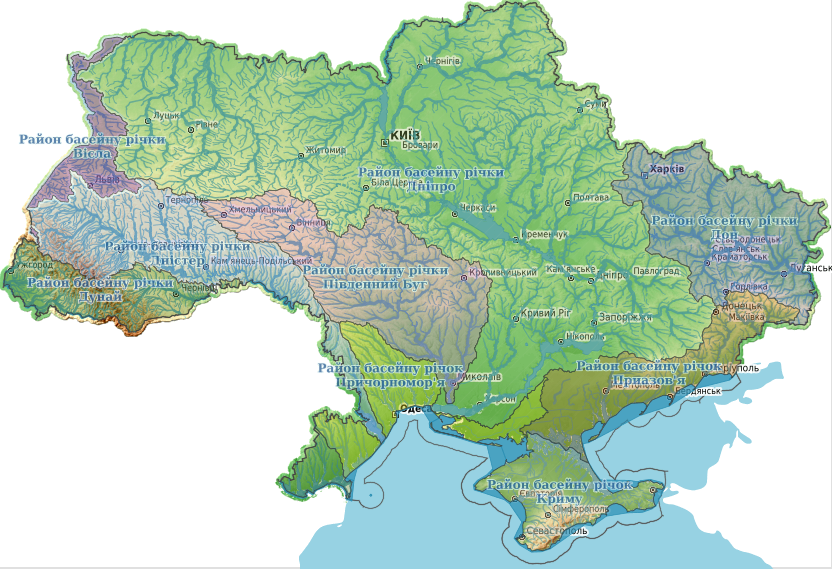
Речная сеть и границы главных речных бассейнов Украины.

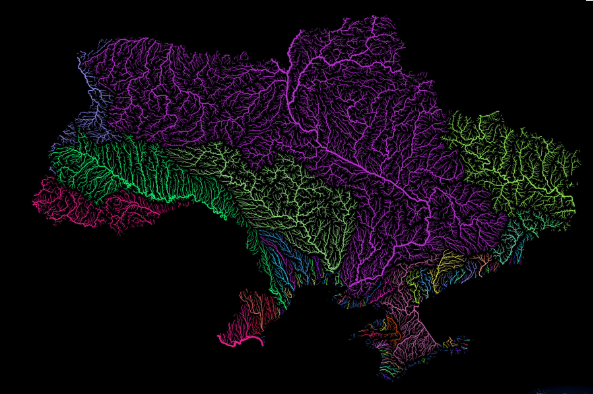
Речные бассейны Украины в цветах радуги.

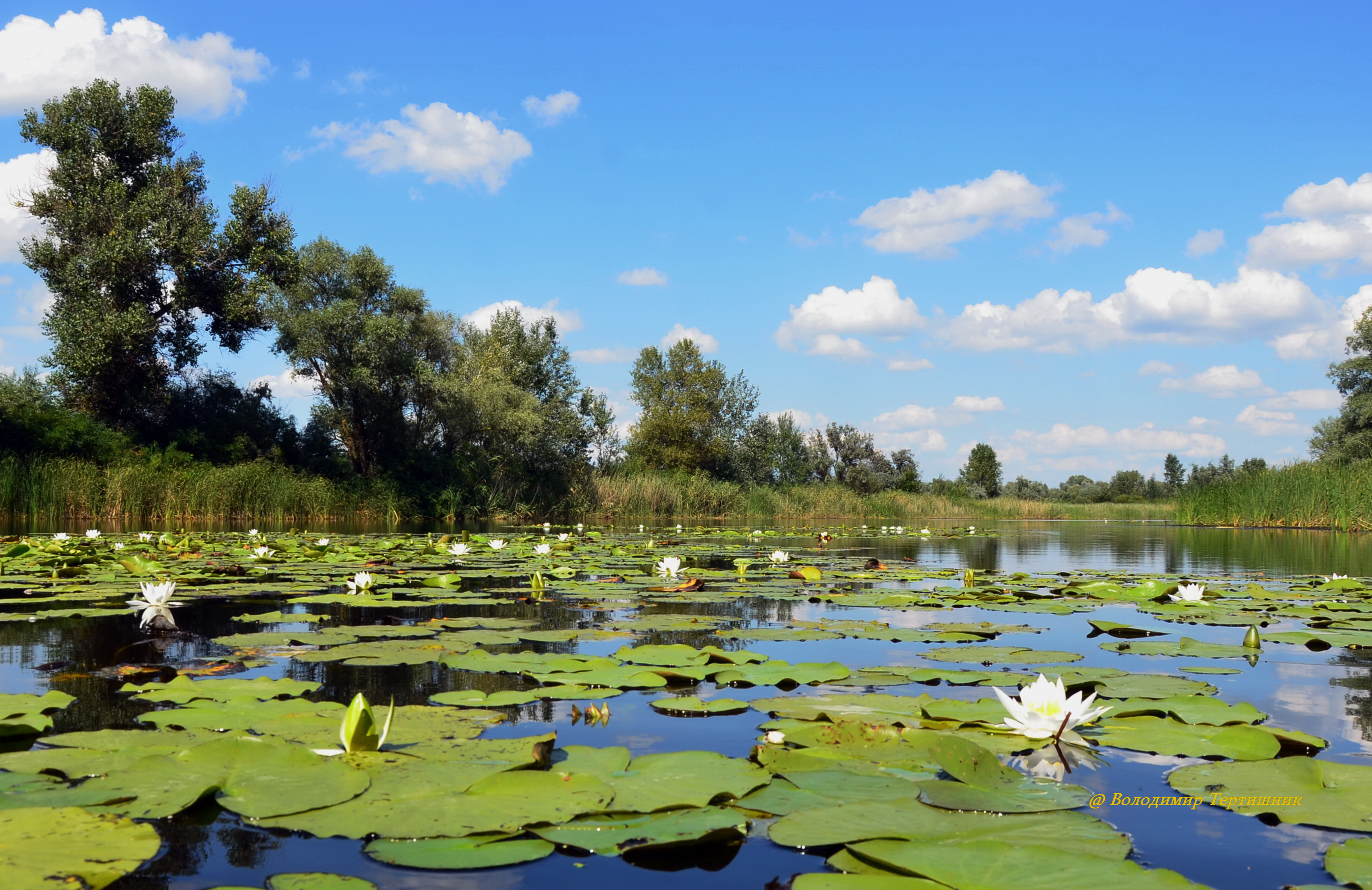
Ориль.

Реки Украины текут преимущественно с севера на юг до Чёрного и Азовского морей; Реки северо-западной Украины текут с юга на северо-запад и север в Вислу и Припять. Бассейн Чёрного и Азовского морей охватывает более 90 % украинской территории. Здесь текут реки: Дунай с Тисой и Прутом, Днестр, Южный Буг, Днепр с Припятью и Десной. К стоку Балтийского моря относятся правые притоки Вислы: Вепш, Сян и Западный Буг. Главный водораздел между Чёрным и Балтийским морями и между бассейнами главных рек проходит преимущественно низменностями, кроме Карпат, и позволяет связать реки разных бассейнов по системе каналов и соединить оба моря — Чёрное и Балтийское.
На территории Украины протекает 63 119 рек и ручейков общей длиной более 206 тыс. км. Из них 93 % (60 тыс.) очень малы (в длину меньше 10 км); малых рек протяженностью более 10 км насчитывается 3 219, а их общая длина составляет около 74 тыс. км. Средних рек насчитывается 81 с общей протяженностью в пределах Украины 15 488 км..
Согласно Водному кодексу Украины по площади бассейна реки делятся на: малые — менее 2 тыс. км²; средние — 2-50 тыс. км²; большие реки — более 50 тыс. км.
Характер рек — густость речной сети, размер стока, водоносность, сезонные и многолетние изменения и т. п. — меняется как к климату, рельефу, геологической основе, растительному покрову, культурному освоению местности и другим факторам.
Плотность речной сети, как и в других районах суши, наибольшая в горных областях. В горах Украины она составляет около 1,1 км длины на 1 км² площади; на Предкарпатье, Потисской низменности и Предкавказье — 0,6 км/км², на возвышенностях (Розточье, Подолье, Донецкий кряж) около 0,5 км/км². К югу и востоку речная сеть редеет. На территории между нижней Десной и верховьями Остра, Трубежа и Сулии она самая маленькая (ниже 0,1 км/км², а между нижним Днепром и рекой Молочной других рек практически нет).
Питание рек составляют дождевые, снежные, подземные и частично ледниковые воды. При этом на долю дождей приходится около 75 % атмосферных осадков. Вместе с тем только часть воды атмосферных осадков стекает к рекам: больше всего в горах — около 50 %, на равнинах — менее 10 %. Другая часть влаги улетучивается или инфильтрируется. В степной полосе почти вся дождевая вода улетучивается, а малые реки пересыхают, как не достают подземного питания. Главный источник питания рек равнинных областей — воды талого снега, которые из-за небольшого испарения в холодный период года и прерванной инфильтрации в замерзшую почву главным образом стекают к рекам. Подземное питание в течение года особенно важно зимой, когда атмосферные осадки выпадают как снег. Ледниковыми водами питается только Кубань и другие вытекающие из ледников Кавказа реки. Основную часть питания горных рек составляют дождевые, равнинные — дальше снеговые воды (50-80 %); питание подземными водами составляет 10 — 20 %.
Общий сток украинских рек — около 16 % всей атмосферической воды; для Украины рядовая годовая сумма осадков — ок. 300 км³, сток — 48 км³.
Средний сток для рек Украины составляет 1-4 л/сек. км. При этом в степи 0,5 — 0,1 л/сек км². Сток рек меняется сезонно: он самый весной (50-80 % годовой суммы), когда тают снега, самый маленький — во время теплой и сухой погоды позднего лета и ранней осени. Случаются большие отклонения от нормы. Так, например, в сточище Южного Буга в марте 1921 года стекло 3,6 мм, в марте 1922 года — 81 мм воды I (средний сток за март — 20,8 мм). В 2008 году наблюдались катастрофические наводнения, охватившие территорию 5 областей Западной Украины.

## Наводнения
Сток рек Украины самый высокий весной, когда тают снега, самый низкий зимой. Во время весеннего половодья проходит 50 — 80 % годового стока, на малых реках степи — почти весь годовой сток. Весеннее половодье продолжается на малых реках 10 — 15 дней, на больших — 1 — 1,5 месяца. Кроме весенней, встречаются наводнения летние, вызванные обильными атмосферическими осадками — обычное явление в горных реках Карпат и Кавказских гор.
На Кубани заметны четыре сезонных наводнения:
- две весенние — в феврале, когда тают снега в нижней части сточища, и в апреле, когда тают снега в горах,
- летняя — в июне и июле, связанная с таянием ледников,
- осенняя, вызванная увеличением атмосферических осадков в октябре.

На Тисе встречаются зимние наводнения, вызванные оттепелью, принесенной средиземноморскими циклонами.
Исключительно большие бывают наводнения в сточище Днепра выше Киева, вызванные интенсивным таянием снега в сточище Припяти и Десны . Весенние наводнения на Припяти бывают каждый год. На Сяне, Буге и Днестре весенние наводнения вызваны слишком быстрым таянием снега в верхнем сточище, когда среднее течение реки еще сковано льдом. В приустьевых участках Днепра, Дуная, Днестра, Южного Буга и Кубани наблюдаются значительные колебания уровней воды, обусловленные ветровыми нагонами и угонами (в Черное море и из Черного моря).

## Зимний режим рек
С началом морозов на реках начинается образование льда, которое обычно заканчивается ледоставом.
Реки в сточище верхнего Днестра замерзают в последнюю декаду ноября и от верховьев льдостан движется вниз по течению.
Реки Предкарпатья замерзают в декабре, Закарпатье — на две недели позже.
Малые и средние реки на севере Украины замерзают как правило в третью декаду ноября, и при этом на востоке края раньше, чем на западе.
Кубань и Тиса не имеют длительного ледостава. Ледостан Сяна и Западного Буга часто прерывается оттепелями. В среднем реки севера Украины покрыты льдом около 3,5 месяца, юга — 2,5 месяца.
Географическая динамика замерзания и пересечения крупнейших рек Украины:
Замерзание:
- Днепр под Киевом замерзает в среднем 21 декабря, под Запорожьем — 29 декабря, под Херсоном — 28 декабря.
- Днестр замерзает так: под Залещиками — 30 декабря, под Дубосарами — 20 декабря, под Тирасполем — 28 декабря, для Южного Буга — под Винницей — 6 декабря, под Прибожанами — 11 декабря.

Сокращение:
- Днепр. Средние даты сокращения для Днепра: под Херсоном 3 марта, под Запорожьем — 15 марта, под Киевом — 24 марта; для Южного Буга под Прибожанами — 7 марта, под Винницей — 21 марта.
- Днестр. Средние даты сокращения для Днестра: под Тирасполем — 5 марта, под Дубосарами — 9 марта, под Залещиками — 4 марта.

В целом фронт ледостана на реках Украины движется с севера на юг. Скрещение рек начинается с юга. Горные реки начинают скрещивать с нижнего течения.

## Минерализация речных вод
Минерализация речной воды — это количество минеральных веществ, которое в ней растворено (мг/дм³, г/дм³). Величина минерализации зависит в основном от: состава пород поверхностных слоев земной коры; гидрометеорологических условий, соответственно, преобладание тех или иных источников питания рек (атмосферного, подземного); контакта воды с газами атмосферы минерализация речных вод на севере Украины колеблется между 200 и 500 мг/дм³. Она растет в южном и восточном направлении. Больше всего минерализованы воды рек Приазовья (более 2000 мг/дм³) и реки между Дунаем и Днестром, а меньше всего — Карпат (ниже 100 мг/дм³).

## Рельефотворческое действие рек
Реки вымывают русла, смывают верхний слой почвы и открывают коренные породы (как это происходит с порогами на Днепре), в целом изменяют рельеф местности, россыпи полезных ископаемых, песчаные и т. д. пляжи, острова и т. д.
Больше всего скального материала несут горные реки, в частности во время наводнений, когда могут катить своим днищем даже большие камни, меньше всего — медленные реки равнин.

## Гидрографические районы Украины
Учитывая гидрологические факторы и характер украинских рек, на территории Украины можно выделить следующие гидрографические районы:
- Полесье, отведенное Днепром (выше Киева) Припятью, Десной и Бугом. Обычная годовая сумма атмосферических осадков 500—600 мм, годовой сток — от 100 до 120 мм (20 %). Наклон русел мал (ок. 0,5 м/км); течение рек медленное; долины широкие, с низкими берегами, захутаны; ежегодно наводнения весной; время замерзания в среднем 3,5 месяца.
- Волынско-Холмская возвышенность, отводимая реками Вепрь, Бугом и правосторонними притоками Припяти (Стоход, Стырь с Иквой, Горынь со Случью). Сумма атмосферических осадков — 500—700 мм, годовой сток 100—150 мм (20 %). Наклон рек на юге свыше 1 м/км — уменьшается к северу; долины широкие, часто заточенные; наводнения весной; время замерзания на западе С, на востоке — 3,5 месяца.
- Подолье, отводимое левосторонними притоками Днестра и правыми Бугами. Сумма атмосферических осадков на западе — 700 мм спадает до 450 мм на юго-востоке, сток на западе — 200 мм (30 %), на юго-востоке — 40 мм (10 %). Плотность сети рек 0,4 — 0,5 км/км². В верхних течениях наклон рек мал (ок. 1 м/км), долины широкие, местами загнутые, речные долины переходят в узкие и глубокие овраги (самый характерный — овраг Днестра); в пределах Украинского кристаллического щита русла каменистые . Паводки весенние, на Днестре также летние. Время замерзания — в течение З-х месяцев. Приднепровская возвышенность, отводимая правосторонними притоками Днепра (Тетеров , Ирпень , Рось , Тясмин, верхний Ингулец) и левосторонними притоками Буга (Соб , Синюха, верхний Ингул). Сумма осадков 450—550 мм, сток — 100 мм на северо-западе (18 %) уменьшается до 30 мм на юго-востоке (6 %); наклон рек ок. 2 м/км; русла в пределах Украинского кристаллического щита каменистые и порожистые; долины рек глубокие, в верхних течениях яркие. Высочайший водостан весной. Продолжительность замерзания — 3 месяца, на юге на 1 — 2 недели короче.
- Приднепровская низменность, отводимая левосторонними притоками Днепра (Удай , Псел , Ворскла , Орель , Самара). Годовая сумма атмосферических осадков 450—550 мм, сток 40-120 мм. Наклон рек ок. 1 м/км, русла выровнены, долины широкие с пологими берегами. Высокий водостан весной. Время замерзания на севере 3,5, на юге — 2 месяца.
- Донецкий кряж, отводимый Донцом и его правосторонними притоками, Р. Азовского г. (Миус и Кадмиирует) и верховьями левосторонних притоков Днепра — Волчьей и Самары. Годовая сумма осадков ок. 500 мм, стока — 6л. 50 мм (10 %). Спад русла Донца ок. 0,5 м/км, приток — 1 м/км и более, долины Р. глубокие, у Донца правый берег выше, чем левый. Высокий водостан весной. Время замерзания ок. С месяцев.
- Юж.-зап. полоса Сер. возвышенности, отводимая верховьями левосторонних Притоков Днепра (Десны с Сеймом, Псла, Ворскла), Донцом и его левосторонними притоками (Оскил, Айдар, Деркул) и правосторонними притоками Дона (Калитва). Годовая сумма осадков 400—500 мм, сток на сев. бл. 120 мм, сокращается до 60 мм и меньше на юге. Спад Р. бл. 2 м/км; долины глубокие, правые берега Р. выше, чем левые. Высочайший водостан весной. Время замерзания ок. 3½ месяцев.
- Черноморская низменность, отводимая нижними течениями Днестра, Бога, Днепра и меньших Р. Черного и Азовского морей. Годовая сумма осадков 270—400 мм, сток менее 25 мм (преимущественно весной), то есть 6 % и менее. Летом почти вся вода улетучивается; тогда малы и сэр. P., как Малый и Большой Куяльник и Тилигул, пересыхают (они кончаются лиманами). Долины Р. широкие с низкими берегами, речные поймы поросшие камышами. Замерзание — ок. 2½ месяца.
- Крымские горы получают 400-1 000 мм осадков, преимущественно поздней осенью и зимой; Большая часть дождевой воды теряется в щелях известняковых пород (подземное отведение), сток 20 — 200 мм. Долины рек узкие и глубоко врезанные.
- Карпаты и Предкарпатье отведены правосторонними притоками Вислы (Дунаец, Выслока, Сян), Днестром и его притоками, левосторонними (Стривигор) и правосторонними (Быстрица, Стрый, Свеча, Лимница, Солотвинская и Надворнянская Быстрицы, ржавая, Латорица, Уж, Лаборец) и левосторонними притоками Дуная (Серет и Прут). Сумма атмосферных осадков от 700 мм на предгорьях до 1500 мм в самых высоких частях гор; величина стока 350—750 мм (50 % и более) в зависимости от высоты. Густота речной сети 1,1 км/км²; спад Р. 60-70 м/км в высшем, 5 — 10 м/км — в низшем течении. Долины в горах относительно узкие и глубокие (600—800 м), на предгорьях — 150—250 м. Большие летние наводнения, время замерзания — 2½ до 4 месяцев, в зависимости от высоты. Почти каждую зиму ледостан подгорных Р. прерывается оттепелями. Сер. течение Тисы не имеет длительного льдостона. Вода Р. имеет высокий жесткий сток, но слабую минерализацию.
- Кубань отводна Кубанию и ее левосторонним притокам (Большой и Малый Зеленчуки, Лаба, Белая, Пшиш). Годовая сумма осадков над нижней Кубанью — 500 мм растет до 1 000 мм на предгорье и 2 400 в Кавказских горах; сток в горной полосе 50 % и выше, на низменности падает до 10 %. Питание смешанное: дождевое, снежное и ледниковое. Долины Р. на низменности широкие, с пологими берегами, в горах узкие и глубоко врезанные. Ледостал не каждый год.

## Гидрографическое районирование территории Украины в соответствии с требованиями ВРД ЕС
Согласно схеме гидрографического районирования территории Украины, разработанной в 2013 году украинскими учеными и специалистами Госводагентства Украины в соответствии с требованиями Водной рамочной директивы Европейского Союза (ВРД ЕС), было выделено 9 районов речных бассейнов.
В 2016 году Верховная Рада Украины утвердила схему гидрографического районирования территории Украины (9 районов речных бассейнов) с уточнением количества суббассейнов (13 суббассейнов) как изменения в Водный кодекс Украины.
Районы речных бассейнов и суббассейны согласно современному гидрографическому районированию территории Украины:
I. Район бассейна р. Весла
суббассейны :
- Западного Буга
- Сяна

II. Район бассейна р. Дунай
суббассейны :
- Тисы
- Прута
- Сирету
- Нижнего Дуная

III. Район бассейна р. Днестр
IV. Район бассейна р. Южный Буг
V. Район бассейна р. Днепр
суббассейны :
- Верхнего Днепра
- Среднего Днепра
- Нижнего Днепра
- Припяти
- Десны

VI. Район бассейна рек Причерноморье
VII. Район бассейна р. Дон
суббассейны :
- Северского Донца
- Нижнего Дона

VIII. Район бассейна рек Привозье
IX. Район бассейна рек Крым
Целью гидрографического районирования территории Украины, разработанного в соответствии с требованиями водной рамочной директивы Европейского Союза, является его применение при разработке планов интегрированного управления речными бассейнами.